# Pancake Heater
Albums de Buckethead
Slug Cartilage
(2013) Worms for the Garden
(2013)
Pancake Heater est le 55e album de Buckethead et le 25e volume de la série « Buckethead Pikes »,. Sa sortie fut annoncée le 5 septembre en version limitée (300 exemplaires) et en version numérique. La version limitée consiste en une pochette vierge dédicacée par Buckethead et numérotée de 1 à 300.
Une version standard a été annoncée, mais n'est toujours pas disponible.

## Liste des titres
| 1.    | Pancake Heater           | 3:24 |
| 2.    | Spires of Space Mountain | 3:28 |
| 3.    | Crumbled or Pelleted     | 2:25 |
| 4.    | Topspin                  | 3:26 |
| 5.    | Trough                   | 3:34 |
| 6.    | Omni Mover Assistance    | 3:25 |
| 7.    | Sprinkled                | 2:57 |
| 8.    | Beak to Scoop            | 3:28 |
| 9.    | Storing Feed             | 5:16 |
| 31:23 |                          |      |